# Yawl

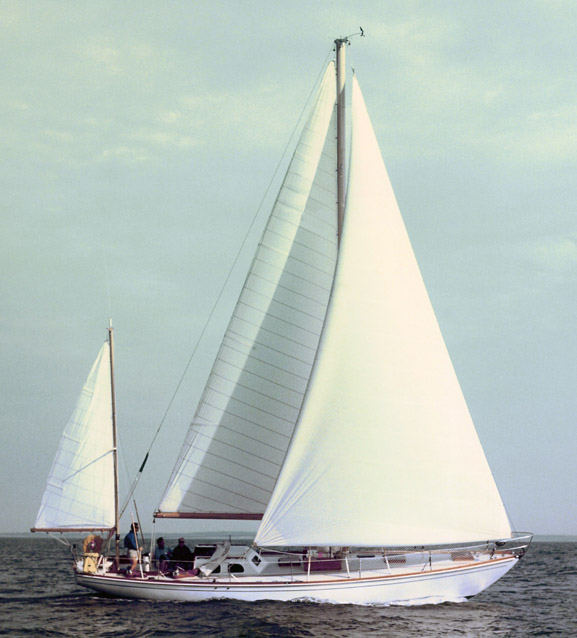
Yawl

Esquema geral de um Yawl

Um yawl é um tipo de veleiro com dois mastros: um mastro principal e um mastro de mezena menor. O mastro principal está equipado com duas velas.  Diferencia-se do ketch pela menor altura do mastro de mezena e pelo facto de este se situar atrás (à ré) da roda do leme.